# Гетьман Петро Конашевич-Сагайдачний (крейсер)
«Гетьман Петро́ Конаше́вич-Сагайда́чний» («Адмірал Істомін»)  — легкий крейсер Чорноморського флоту Української Держави.

## Будівництво крейсера
«Гетьман Петро Конашевич-Сагайдачний» (тоді — «Адмірал Істомін») був закладений 2 липня 1914 року на судобудівельному заводі «Руссуд» в Миколаєві.
Легкий крейсер «Адмірал Істомін» будувався разом з іншими крейсерами «Адмірал Корнілов», "Адмірал Нахімов" та «Адмірал Лазарєв» відповідно до «посиленої» суднобудівельної програми на 1912–1916 роки, а згодом до програми прийнятої у червні 1916 року. Ці кораблі відносились до крейсерів класу «Світлана».
15 липня 1915 року внесений до реєстру кораблів Чорноморського флоту. Протягом 1915–1917 років на Миколаївському заводі проводились всі необхідні роботи по будівництву крейсера.
Після Лютневої революції роботи по добудові корабля дещо призупинились, але продовжувались. До кінця 1917 року крейсер був готовий до спуску на воду.

## За часів УНР та Української Держави
В жовтні 1917 року Дмитро Антонович отримав від Генерального секретаріату доручення поїхати до Одеси, Херсона і Миколаєва аби на місці з'ясувати питання українізації Флоту. Виявилось, що український рух на флоті дуже поширений, але не зорганізований. В Миколаєві моряки визнали зверхність над собою Центральної Ради і навіть вислали до Української Морської ради свого уповноваженого.
З проголошенням, у листопаді 1917 року, Української Народної Республіки всі кораблі, що будувались у Миколаєві, відійшли до новоствореної української держави. Та вже зимою 1917 року більшовики окупували весь південь України, в тому числі Миколаїв.
14 січня 1918 року Центральна Рада прийняла «Тимчасовий Закон про український державний флот». Відновідно до якого «Російський Чорноморський флот проголошується флотом Української Народної Республіки…», а «Українська Народна Республіка переймає на себе всі зобов'язання російського уряду щодо Чорноморського флоту й щодо утримання флоту й портів».
Весною 1918 року південь України було звільнено українськими та союзними УНР військами Четверного союзу.
Після проголошення Гетьманату Павла Скоропадського, активізувалась робота по створенню Військово-морського флоту Української Держави. Тоді ж було німцями було признано право Української Держави на кораблі, що будувалися в Миколаєві.
У 1918 році — майже добудований крейсер увійшов до складу Українських військово-морських сил.
27 січня 1919 року за республіканського кабінету морського міністра Білинського крейсер отримує нову назву — «Гетьман Петро Конашевич-Сагайдачний».
Та вже через декілька днів, не зустрічаючи опору, війська Антанти зайняли місто, і Україна втратила свої останні бойові кораблі.
Після окупації півдня України більшовиками залишки крейсера були демонтовані та в середині двадцятих років були розібрані на метал.
Після здобуття незалежності, в 1992 році флагманський фрегат ВМС України отримав назву «Гетьман Сагайдачний».